# Variaciones serias

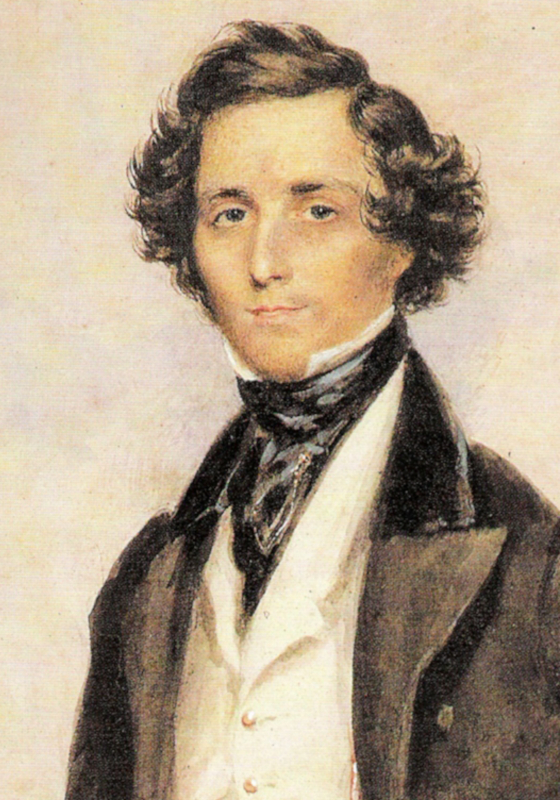
Felix Mendelssohn Bartholdy 1839

Las Variaciones Serias opus 54, es un ciclo de 17 variations para piano de Felix Mendelssohn . Compuestas en 1841, fueron publicadas en Viena en 1842. Es una de las obras para piano solo más admiradas del compositor.

## Historia de la composición

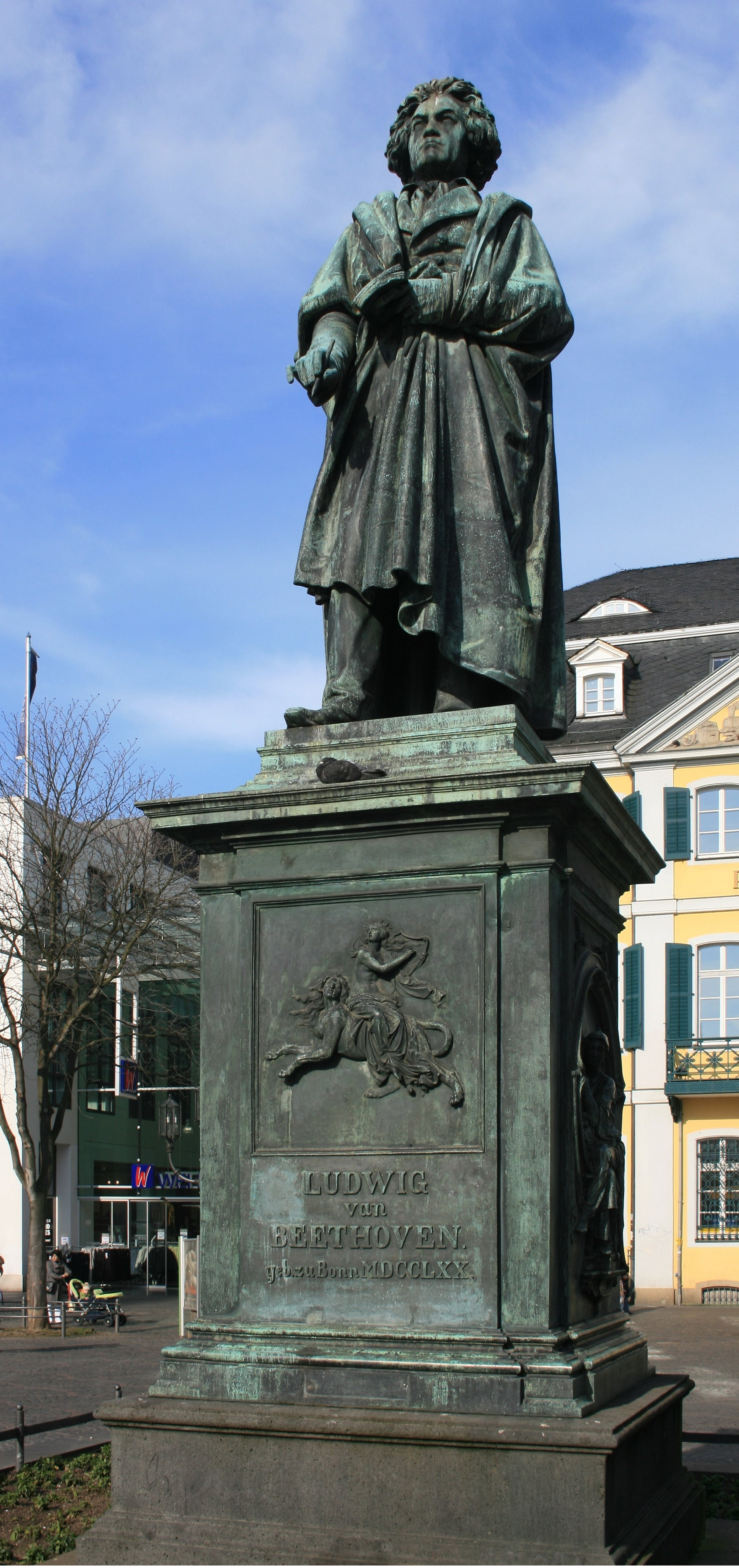
Monumento a Beethoven en Bonn.

En marzo de 1841, el editor musical Pietro Mecchetti lanzó una campaña de recaudación de fondos destinada a erigir un monumento a Ludwig van Beethoven en Bonn, su ciudad natal. Mecchetti pidió a diferentes compositores como Mendelssohn, Liszt, Chopin, Moscheles y Czerny, que contribuyeran a una publicación colectiva que apareció en enero de 1842. Con esta ocasión se publica también la famosa Fantasía en do mayor op.17 de Robert Schumann.
Mendelssohn terminó de escribir sus Variaciones serias el 4 de junio de 1841. Fue el único compositor que siguió una forma clásica, los demás compositores prefirieron las formas improvisadas o nocturnas propias de la época romántica. Sin duda, Mendelssohn eligió esta forma en referencia a los diversos conjuntos de variaciones escritos por Beethoven  El calificativo «serias» sirve para diferenciarlas de las «variaciones brillantes», a menudo basadas en melodías famosas o de moda en aquella época, como las que compuso Liszt basadas en temas de Paganini.
A continuación de estas Variaciones serias, Mendelssohn escribió otros dos conjuntos de variaciones: las Variaciones en mi bemol mayor opus 82 ( 25 de junio de 1841 ) y las Variaciones en si bemol mayor opus 83 ( julio de 1841). Pero las Variaciones serias son las únicas variaciones publicadas durante su vida.

## Acerca de la música
Felix Mendelssohn opta por estructurar sus variaciones de una manera bastante rigurosa y clásica: misma tonalidad, agrupación de variaciones por parejas, amplificando la evolución sobre la melodía, la armonía y el ritmo. Hay una fuga y un coral, como en las 32 variaciones en do menor, WoO 80 de Beethoven, que podría ser una de las inspiraciones de Mendelssohn  En general, las variaciones mantienen la estructura armónica del tema principal, aunque paulatinamente se diversifican 
Varias variaciones funcionan en parejas: por ejemplo, las 8 y 9 amplifican el material utilizado; en las 16 y 17, se invierte el papel entre la mano derecha y la izquierda.
El tema principal original del compositor está en re menor, es muy cromático y patético, en el espíritu de un coral que recuerda el amor de Mendelssohn por Bach.
Las variaciones son bastante breves y muy diferentes en su estilo, aunque el tono sigue siendo serio, como sugiere el título, con un estilo muy cercano a Brahms, con virtuosismo, cánones, lieder. La colección termina de forma dramática, antes de llegar de repente a los acordes finales, más tranquilos y en el espíritu del tema original 

## Estructura
El título algo inusual Variaciones serias puede interpretarse como la reacción de Mendelssohn a las prácticas musicales de su época. En 1842, en una época en la que las llamadas “Variaciones brillantes”, fantasías puramente virtuosas sobre temas de moda, inundaban el mercado musical, Mendelssohn presentó una obra basada, por un lado, en las Variaciones de Beethoven y, por otro lado, anticipó el estilo de variación virtuoso posterior de Brahms (especialmente sus Variaciones sobre un tema de Paganini).

### Tema principal
El tema de 16 compases está claramente dividido en cuatro secciones de cuatro compases cada una. El tema es una melodía en síncopas sobre una progresión de acordes similar a un coral. Las variaciones se suceden sin interrupción, alternando continuaciones sin cortes contrastantes.

### Variaciones
- N.º 1: El movimiento sostenido de corcheas del tema se disuelve en semicorcheas.
- N.º 2: Las semicorcheas se convierten en tresillos de semicorcheas.
- N.º 3: Interacción rápida en staccato entre bajos de octava en la izquierda y acordes en la derecha.
- N.º 4: Canon de dos partes, también basado en la técnica del staccato.
- N.º 5: Se caracteriza por la inquietud interior, que resulta de un acompañamiento sincopado.
- N.º 6: El tema se divide en registros agudos y graves, lo que requiere que el pianista sea muy preciso.
- N.° 7: Alterna entre golpes de acordes y arpegios.
- N.º 8: Los tresillos de semicorcheas de la derecha aumentan el movimiento, mientras que la izquierda pone acentos rítmicos con corcheas entrecortadas.
- N.º 9: Las corcheas de la izquierda de la variación anterior se reemplazan por los mismos tresillos de semicorcheas que en la derecha.
- N.º 10: Es un fugato contemplativo que restaura el ambiente elegíaco de la apertura.
- N.º 11: Un cantabile de ensueño, recuerda a obras de Schumann. Se produce la transición al crescendo y ritardando.
- N.º 12: Se asemeja a descargas parecidas a rayos. Aquí el compositor utiliza una mezcla de repeticiones y sustituciones de manos para expresar un violento estado de excitación.
- N.º 13: Cambia la melodía al registro de tenor, la derecha toca con ligeras figuraciones entrecortadas.
- N.º 14: Es la única variación en tono mayor, aporta una nueva sensación de calma, ya que todos los movimientos rápidos anteriores se olvidan por completo y este coral se limita a los sonidos más simples.
- N.º 15: “Poco a poco più agitato”, nos remonta al estado de ánimo básico agitado de la obra de una manera narrativa y lastimera (similar a la quinta variación) con cuartas en la izquierda y cuartas en la derecha tocadas alternativamente.
- N.º 16: Ya prepara el final de la obra en carreras de tresillos de semicorcheas (Allegro vivace), con la mano izquierda dando la entrada en cada grupo de tres tresillos de semicorcheas y la derecha tocando los dos tresillos adicionales.
- N.º 17: La última variación "completa", es similar a la decimosexta, sólo que aquí se invierten los papeles de las dos manos. Aquí Mendelssohn comienza a intensificar la inquietud del movimiento rápido con símbolos dinámicos, luego pierde cada vez más el marco armónico del tema y deja que las cada vez más fuertes figuras de semicorchea vayan ganando hasta las reducidas descomposiciones en fortissimo, que requieren un alto nivel de habilidad pianística, en el clímax de la obra, un punto de pedal de trémolo en la quinta nota con la forma original del tema recurrente encima.[6]

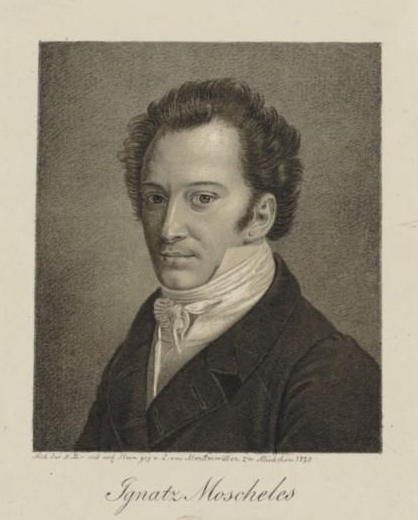
Ignaz Moscheles -1820

    Entonces comienza el Presto, que consta sólo de partes individuales de los motivos existentes con una octava fortissimo en el registro más bajo. Después de un poderoso clímax con acordes disminuidos sincopados en la mano izquierda que recuerdan a la n.° 5, numerosos sforzati y una virtuosa ejecución de treinta segundos, el final sigue en diminuendo, tras lo cual la obra termina con tranquilos acordes en re menor.

## Recepción
Las Variaciones serias fueron bien recibidas por sus contemporáneos, atrayendo elogios de las revistas especializadas como Allgemeine musikalische Zeitung o Neue Zeitschrift für Musik. El gran pianista Ignaz Moscheles, amigo de Mendelssohn, dijo « Aunque toco las Variaciones serias una y otra vez, cada vez su belleza me seduce más ». También han inspirado a varios compositores posteriores como Brahms, Franck, Reger y Bartók. 
Las Variaciones serias op.54 son una de las obras más apreciadas del compositor. Ferruccio Busoni también valoró mucho la obra. Muchos pianistas las han grabado, entre ellas destacan las grabaciones de Vladimir Horowitz, Sviatoslaw Richter, Vladimir Sofronitzky, Alicia de Larrocha y Murray Perahia.